# فيليب مايلز
فيليب مايلز (7 يناير 1848 - 4 ديسمبر 1933) (بالإنجليزية: Philip Miles)‏ هو لاعب كريكت بريطاني.